# Злата Коларич-Кішур
Злата Коларич-Кішур (29 жовтня 1894 року — 24 вересня 1990 року) — хорватська письменниця.

## Біографія
Злата Коларич-Кішур народилася 29 жовтня 1894 року у Славонському Броді. Згодом з батьками переїхала до Пожеги. Вона описала своє дитинство в книзі «Моя золота долина». З 1919 по 1990 рік жила в Загребі. Була одружена з Хінком Коларичем-Кішуром. Злата Коларич-Кішур прожила довге життя. Вона померла в Загребі 24 вересня 1990 року у віці 96 років.

## Творчість
Жінки-письменниці видавали журнал з метою популяризації жіночої літератури. Вірші Злати Коларич-Кішур були надруковані у виданні видавництва «П'ять століть хорватської літератури» .Коларич-Кішур писала пісні, багато з яких були покладені на музику. Також письменниця готувала твори для радіо. Деякі з виконаних творів: «Нездійснені побажання», радіодрама про Ватрослава Лісінського, Радіо Загреб 1954, «Одне маленьке життя», радіоспектакль для дітей, прем'єра на Радіо Загреб у 1966 році, «Дік Уіттінгтон і його кіт», прем'єра на Радіо Загреб у 1968 році та багато інших робіт. Найбільше визнання вона отримала за свою епатажну драму «Повернення», яку демонстрували в 1940 році на сцені Хорватського національного театру в Загребі, режисер Бранко Гавелла.

## Твори
- Наш веселий світ (1933)
- Iz dječjeg kutića (1935)
- Смійтесь дітько! (1935)
- Прича і збіля (1940)
- Od zore do mraka (1950)
- Zimska priča (1950)
- Po sunčanim stazama (1951)
- Dječje igre (1953, 1956, 1963)
- Neostvarene želje (1954)
- Cvijeće (1955, 1958)
- Фестиваль Птічі (1958, 1959, 1961)
- Uz pjesmu i šalu na jadranskom žalu (1961)
- Моя Златна Долина (1972)
- Мої радості (1981)
- Hrvatski dječji pisci — Pet stoljeća hrvatske književnosti, 181 / III (1991)
- Ізабрана діла (1994)